# 南竜介
南 竜介（みなみ りゅうすけ、1981年7月9日 - ）は、兵庫県西宮市出身の元プロ野球選手（外野手）。右投右打。愛称は「ナンちゃん」「ナンスケ」「ナーナン」。

## 来歴・人物

### プロ入り前
報徳学園高校時代には「竜」と呼ばれていた。卒業アルバムの高校時代の思い出の箇所に、自転車通学で足筋が強くなって良かったと書いている。1998年の春と夏の甲子園に出場。いずれも投手で登板。1年上に鞘師智也。東北楽天ゴールデンイーグルスなどで活躍した森山周とは3年間クラスメイトだった。
1999年のドラフト5位で横浜ベイスターズに投手として入団。

### 横浜時代
2000年は投手登録だったが、コントロールに難があり、2001年から外野手に転向した。
2004年5月9日の対ヤクルト戦で守備固めとして一軍初出場。その後も守備固めで試合に出る事があったが、安打を放つ事は出来なかった。
2005年6月8日の対日本ハム戦で吉崎勝からプロ初安打を放ち、7月14日の対広島戦では広島・倉義和のレフト前安打での勝ち越し点を防ぐ好返球を見せた。

### ロッテ時代
2006年4月27日に山北茂利との交換トレードで、龍太郎と共に千葉ロッテマリーンズに移籍。9月19日に一軍登録され、スタメン、守備固めなどで起用。無安打だったものの、9月23日の対北海道日本ハムファイターズ戦で3回にダルビッシュ有から浅いライトフライを放ち、三塁走者の今江敏晃が生還。プロ初打点となった。
2007年も主に守備固めとして出場したが、一軍定着はならなかった。
2008年、オープン戦最終戦で試合途中からセンターの守備に入り、定位置の犠牲フライで捕手の橋本将も取れない強烈なバックホームを披露。このような守備の活躍が評価され、開幕一軍入りを決める。5月21日の対巨人戦ではプロ入り一軍初の猛打賞を記録した。6月5日の対中日戦で、小笠原孝からプロ初本塁打を放った。
2010年は荻野貴司や早坂圭介の負傷もあり、守備要員や中堅手としての先発出場で自己最多の57試合に出場した。
2011年より同姓の南昌輝が入団し、スコアボードの表記がフルネームの「南竜介」となった。
2012年は11試合の出場にとどまったが、8月25日の福岡ソフトバンクホークス戦ではダグ・マシスとともにお立ち台に上がったりと1軍でもある程度活躍し、10月6日のファーム日本選手権では優秀選手に選ばれた。しかし、翌日の10月7日に球団から戦力外通告を受けた。

### ロッテ退団後
2013年は韓国の独立球団・高陽ワンダーズのキャンプに参加していたが、契約には至らなかった。
2021年2月5日、学生野球資格回復者に認定された。

## 選手としての特徴
右の本格派投手としてプロ入りしたが、制球難に苦しみ、3年目に外野手に転向した。打撃では勝負強さが持ち味。外野守備では遠投115mの強肩で制球力も兼ね備えている。また、俊足を生かした広い守備範囲と優れた状況判断に定評がある。

## 詳細情報

### 年度別打撃成績
| 年 度     | 球 団     | 試 合 | 打 席 | 打 数 | 得 点 | 安 打 | 二 塁 打 | 三 塁 打 | 本 塁 打 | 塁 打 | 打 点 | 盗 塁 | 盗 塁 死 | 犠 打 | 犠 飛 | 四 球 | 敬 遠 | 死 球 | 三 振 | 併 殺 打 | 打 率 | 出 塁 率 | 長 打 率 | O P S |
| --------- | --------- | ----- | ----- | ----- | ----- | ----- | -------- | -------- | -------- | ----- | ----- | ----- | -------- | ----- | ----- | ----- | ----- | ----- | ----- | -------- | ----- | -------- | -------- | ----- |
| 2004      | 横浜      | 10    | 4     | 4     | 0     | 0     | 0        | 0        | 0        | 0     | 0     | 0     | 0        | 0     | 0     | 0     | 0     | 0     | 4     | 0        | .000  | .000     | .000     | .000  |
| 2005      | 横浜      | 18    | 10    | 9     | 2     | 1     | 0        | 0        | 0        | 1     | 0     | 0     | 0        | 1     | 0     | 0     | 0     | 0     | 3     | 0        | .111  | .111     | .111     | .222  |
| 2006      | ロッテ    | 7     | 6     | 5     | 0     | 0     | 0        | 0        | 0        | 0     | 1     | 0     | 0        | 0     | 1     | 0     | 0     | 0     | 1     | 0        | .000  | .000     | .000     | .000  |
| 2007      | ロッテ    | 10    | 5     | 5     | 0     | 1     | 0        | 0        | 0        | 1     | 0     | 0     | 0        | 0     | 0     | 0     | 0     | 0     | 2     | 0        | .200  | .200     | .200     | .400  |
| 2008      | ロッテ    | 21    | 44    | 40    | 5     | 9     | 2        | 0        | 1        | 14    | 2     | 1     | 0        | 1     | 0     | 3     | 0     | 0     | 11    | 0        | .225  | .279     | .350     | .629  |
| 2009      | ロッテ    | 15    | 40    | 39    | 6     | 11    | 2        | 1        | 3        | 24    | 8     | 0     | 0        | 0     | 0     | 1     | 0     | 0     | 10    | 1        | .282  | .300     | .615     | .915  |
| 2010      | ロッテ    | 57    | 95    | 83    | 16    | 17    | 2        | 0        | 1        | 22    | 4     | 3     | 0        | 1     | 0     | 9     | 0     | 2     | 23    | 2        | .205  | .298     | .265     | .563  |
| 2011      | ロッテ    | 32    | 43    | 39    | 5     | 7     | 1        | 1        | 1        | 13    | 3     | 1     | 0        | 2     | 0     | 1     | 0     | 1     | 10    | 0        | .179  | .220     | .333     | .553  |
| 2012      | ロッテ    | 11    | 29    | 22    | 1     | 5     | 1        | 0        | 0        | 6     | 2     | 1     | 0        | 1     | 0     | 6     | 0     | 0     | 7     | 0        | .227  | .393     | .273     | .666  |
| 通算：9年 | 通算：9年 | 181   | 276   | 246   | 35    | 51    | 8        | 2        | 6        | 81    | 20    | 6     | 0        | 6     | 1     | 20    | 0     | 3     | 71    | 3        | .207  | .274     | .329     | .603  |

- 2012年度シーズン終了時

### 記録
- 初出場：2004年5月9日、対ヤクルトスワローズ7回戦（ひたちなか市民球場）、8回裏に左翼手で出場
- 初打席：2004年8月27日、対中日ドラゴンズ23回戦（ナゴヤドーム）、7回表にセドリック・バワーズの代打で出場、岡本真也の前に空振り三振
- 初安打：2005年6月8日、対北海道日本ハムファイターズ5回戦（横浜スタジアム）、8回裏に吉崎勝から左前安打
- 初先発出場：2006年9月19日、対オリックス・バファローズ20回戦（千葉マリンスタジアム）、8番・中堅手で先発出場
- 初打点：2006年9月23日、対北海道日本ハムファイターズ19回戦（千葉マリンスタジアム）、3回裏にダルビッシュ有から右犠飛
- 初盗塁：2008年5月25日、対広島東洋カープ1回戦（広島市民球場）、3回表に二盗（投手：篠田純平、捕手：倉義和）
- 初本塁打：2008年6月5日、対中日ドラゴンズ2回戦（千葉マリンスタジアム）、5回裏に小笠原孝から左越ソロ

### 背番号
- 64 （2000年 - 2006年途中）
- 65 （2006年途中 - 2012年）